# Koichi Kudo
Koichi Kudo (工藤 孝一, Kudo Koichi, Iwate, 4 februari 1909 – Tokio, 21 september 1971) was een Japans voetballer die als doelman voor de Waseda-universiteit speelde. In 1942 was hij bondscoach van het Japans voetbalelftal.

## Carrière
Kudo stond tijdens zijn studententijd drie jaar in doel bij de Waseda-universiteit. Nadat hij in 1933 afstudeerde, werd hij trainer van de universiteitsploeg. Tegelijk ging hij in 1936 ook met Japan mee naar de Olympische Zomerspelen 1936 in Berlijn, waar hij als assistent fungeerde. Japan versloeg daar in de eerste ronde Zweden met 3-2, alvorens in de kwartfinale met 8-0 de boot in te gaan tegen de latere winnaar Italië.
In 1942 werd Kudo volwaardig bondscoach van Japan, dat avontuur duurde echter slechts drie (gewonnen) interlands. Kudo werd nadien opnieuw trainer van de Waseda-universiteit.
Kudo overleed op 21 september 1971 op 62-jarige leeftijd in Tokio.

## Statistieken
| Datum      | Wedstrijd           | Uitslag |
| ---------- | ------------------- | ------- |
| 08.08.1942 | Japan − China       | 6 − 1   |
| 09.08.1942 | Japan − Mantsjoekwo | 3 − 1   |
| 10.08.1942 | Japan − Mengjiang   | 12 − 0  |